# Kettara
Kattara (en arabe : القطارة) est une ville du Maroc. Elle est située dans la région de Marrakech-Safi. 
Il s'agit du centre urbain de la commune rurale de M'Nabha, au nord-ouest de Marrakech sur la route de Safi. Elle fait partie du cercle de Bour.
Cette petite agglomération s'est développé à proximité du site de l'ancienne mine de Kettara exploitée de 1938 à 1982. Cette fermeture a provoqué des conséquences écologiques importantes du fait de l'abandon de 28 hectares de terrils contenant 18 000 t de soufre. Une réhabilitation est envisagée en neutralisant ces déchets miniers toxiques par recouvrement avec une couche de résidus calcaires inertes venus d'un mine de phosphates assez proche.